# Kawaler Złotej Ostrogi
Kawaler Złotej Ostrogi (łac. equites aurati lub milites aurati) – tytuł honorowy był nadawany w XV-XVII w. w Świętym Cesarstwie Rzymskim, a także w innych krajach, m.in. w Polsce, zwykle z okazji koronacji monarchy. Stanowił niższy stopień szlachectwa osobistego, uprawniający posiadacza m.in. do posiadania herbu, noszenia miecza i ostróg oraz udziału w turniejach rycerskich. Sam zwyczaj ozdabiania złotą ostrogą jako ozdobą przy pasowaniu na rycerza istniał w Europie od XI w.
Do nadawania tego tytułu byli uprawnieni w Świętym Cesarstwie także cesarscy urzędnicy, zwani nadwornymi palatynami (niem. Hofpfalzgraf).
Cesarz Maksymilian w 1518 nadał głowom rodzin z rodu Jastrzębców (Bielawskim, Dzierzkowskim, Myszkowskim, Międzylewskim, Niemierowiczom i Szczytom) tytuł dziedzicznego palatyna (łac. comes palatinus) z prawem kreowania nowej szlachty w randze kawalera złotej ostrogi.
Kawalerami Złotej Ostrogi nazywano również kawalerów Orderu Złotej Ostrogi (Złote rycerstwo, Złota Milicja, właściwie Zakon Złotej Ostrogi, łac. Ordo Militia Aurata) – orderu nadawany przez Stolicę Apostolską.